# Крилавичюте, Риманте
Риманте Крилавичюте (лит. Rimanta Krilavičiūtė; род. 2 июня 1955, Радвилишкис) — литовская советская актриса театра и кино.

## Биография
Родилась в 1955 году в городке Радвилишкис, Литовская ССР.
В 1977 году окончила актёрский факультет Литовской государственной консерватории (курс Ирены Вайшите).
С 1977 года — актриса Шяуляйского драматического театра, на сцене которого ею сыграно более 60 ролей.
Среди наиболее важных ролей: Ирма (П. Вайчюнас «Воскресенье», 1977, режиссёр Алдона Рагаускайте), Она (Э. Радзинский «Лунин, или смерть Жака», 1980), Мария (Д. Попеску «Фаянсовый гном из летнего сада», 1983), Ольга (А. П. Чехов «Три сестры» 2002, Режиссёр Сигитас Рачкис) и другие.
Снималась в фильмах Литовской киностудии, в 1979 году дебютировав в фильме «Ранняя ржавчина».
На Всесоюзном кинофестивале 1981 года проходившем в Вильнюсе получила Приз журнала «Спарнай» как «самой симпатичной актрисе фестиваля», за роль в фильме «Путешествие в рай».

## Фильмография
- 1979 — Ранняя ржавчина / Agrā rūsa — Элза — главная роль
- 1980 — Путешествие в рай / Kelionė į rojų- Индре, жена Ансаса Бальчюса — главная роль
- 1983 — Чёрный замок Ольшанский — Сташка / Гордислава — главная роль
- 1986 — Корона ужа / Žalčio karūna — София — главная роль